# أبو الجود بن عبد الرحمن البتروني
أبو الجود بن عبد الرحمن بن محمد بن عبد السلام بن أحمد البتروني الحلبي (... - 1039.هـ / ... - 1629.م) ولد في بترون ثم انتقل إلى حلب مع والده من البترون قرب طرابلس في لبنان عام (964 هـ) مع أخويه أبي اليمن ومحمد، بإشارة الشيخ علوان الحموي ليصبح واعظًا وخطيبًا بجامع حلب، كما أنّ والده كان صوفيًّا .تتلمذ في حلب وأصبح صدر البلاد الحلبية ومفتيًا ومدرسًا بها. برع في كلٍّ من مجالات التفسير والفقه الحنفي كذلك كان محقّقًا. تسلّم منصب الخطابة والوعظ بجامع حلب. كما أنّه كان يقرأ الدروس في الرواق الشرقي. ثم ولي الإفتاء وتقاعد تولى لاحقًا قضاء القدس والمدينة.

## مذهبه
شغل منصب مفتي الحنفية في حلب.